# Belmore, Ohio
Belmore là một làng thuộc quận Putnam, tiểu bang Ohio, Hoa Kỳ. Năm 2010, dân số của làng này là 143 người.

## Dân số
- Dân số năm 2000: 171 người.
- Dân số năm 2010: 143 người.